# Alexis Hollaender
Alexis Hollaender, född den 25 februari 1840 i Ratibor, död den 5 februari 1924 i Berlin, var en tysk musiker.
Hollaender utbildades i Berlin, var 1861–88 lärare vid Kullaks musikakademi där och öppnade 1888 en egen dylik i Berlin samt blev 1902 docent vid Humboldtakademien. Som dirigent för den blandade kören Cäcilienverein från 1864 framförde han många samtida körverk med orkester.
Hollaender komponerade en mängd pianostycken, sånger, körer, ett rekviem, åtskillig kammarmusik med mera och utgav en instruktiv upplaga av Schumanns pianoverk. Han utnämndes 1888 till professor och kunglig musikdirektör.